# 松島与三
松島 与三（まつしま よぞう、1921年2月11日 - 1983年4月9日）は、日本の数学者。大阪府堺市出身。旧制浪速高等学校を経て、大阪大学理学部卒。
名古屋大学、米ノートルダム大学、大阪大学教授。フランスCNRS所員、プリンストン高等研究所員、グルノーブル大学客員教授を歴任。朝日賞受賞。
主な実績にアインシュタイン-ケーラー空間の正則自己同型群の決定、コンパクト規約対称エルミート空間の1次元ベッチ数の消滅定理、松島-村上同型などがある。

## 著書
- 『リー環論』共立出版、1956年
- 『多様体入門』裳華房、1965年